# Marathon de Boston 2013
Navigation
Édition précédente Édition suivante
Le Marathon de Boston de 2013 est la 117e édition du Marathon de Boston dans le Massachusetts qui a eu lieu le lundi 15 avril 2013. Organisé par la Boston Athletic Association, c'est le deuxième des World Marathon Majors à avoir lieu en 2013 après le Marathon de Tokyo. Un peu moins de 27 000 coureurs ont participé. Lelisa Desisa a remporté chez les hommes avec 2:10:22. Rita Jeptoo a gagné chez les femmes avec un temps de 2:26:25.
Le Marathon a été interrompu par deux explosions consécutives qui se sont produites près de la ligne d'arrivée, tuant trois personnes et faisant 264 blessés,.

## Description de la course
Après vingt-six secondes de silence en l'honneur des victimes de la tuerie de l'école primaire Sandy Hook, le Marathon de Boston de 2013 a débuté avec cinquante-trois concurrents en chaises roulantes en partant de Hopkinton à 9:17 EDT. A 9:30, cinquante-et-une athlètes chez les femmes ont pris le départ suivi par les hommes à 10 h. Les concurrents restants sont partis en vagues successives durant les quanrante minutes suivantes. Au total, 24 662 coureurs ont pris le départ du Marathon de Boston. La température au début de la course était aux alentours de 4 °C et a grimpé jusqu'à 12 °C à la fin de la course.
Chez les hommes, l’Éthiopien Lelisa Desisa a battu au sprint deux autres coureurs. C'est sa première victoire à Boston et seulement son deuxième Marathon. Desisa a gagné 150 000 dollars et une couronne d'olivier. Son temps de 2 heures, 10 minutes et 22 secondes le sépare de deux secondes du deuxième, le Kényan Micah Kogo. L’Éthiopien Gebre Gebremariam arrive troisième avec 6 secondes supplémentaires. L'Américain Jason Hartmann a fini quatrième pour la deuxième année consécutive.
La Kényane Rita Jeptoo l'a emporté chez les femmes dans un temps de 2 heures, 26 minutes et 25 secondes. C'est sa seconde victoire à Boston, l'autre ayant eu lieu en 2006, et sa première victoire majeure depuis. Elle a fini trente-trois secondes devant l’Éthiopienne Meseret Hailu qui a pris la seconde place. La Kényane Sharon Cherop est arrivée troisième, trente-six secondes après la première. L'Américaine Shalane Flanagan est arrivée quatrième. Jeptoo est la troisième Kényane à avoir remporté de manière consécutive ce marathon. Les Est-Africaines ont gagné dix-sept des dix-neuf dernières courses.

## Résultats

### Hommes
| Rang | Athlète                   | Nationalité | Temps           |
| ---- | ------------------------- | ----------- | --------------- |
|      | Lelisa Desisa             | Éthiopie    | 2 h 10 min 22 s |
|      | Micah Kogo                | Kenya       | 2 h 10 min 27 s |
|      | Gebregziabher Gebremariam | Éthiopie    | 2 h 10 min 28 s |
| 4    | Jason Hartmann (en)       | États-Unis  | 2 h 12 min 12 s |
| 5    | Wesley Korir              | Kenya       | 2 h 12 min 30 s |
| 6    | Markos Geneti             | Éthiopie    | 2 h 12 min 44 s |
| 7    | Dickson Chumba            | Kenya       | 2 h 14 min 08 s |
| 8    | Jeffrey Hunt (en)         | Australie   | 2 h 14 min 28 s |
| 9    | Daniel Tapia              | États-Unis  | 2 h 14 min 30 s |
| 10   | Craig Leon                | États-Unis  | 2 h 14 min 38 s |

### Femmes
| Rang | Athlète              | Nationalité | Temps           |
| ---- | -------------------- | ----------- | --------------- |
|      | Rita Jeptoo          | Kenya       | 2 h 26 min 25 s |
|      | Meseret Hailu        | Éthiopie    | 2 h 26 min 58 s |
|      | Sharon Cherop        | Kenya       | 2 h 27 min 01 s |
| 4    | Shalane Flanagan     | États-Unis  | 2 h 27 min 08 s |
| 5    | Tirfi Tsegaye        | Éthiopie    | 2 h 28 min 09 s |
| 6    | Kara Goucher         | États-Unis  | 2 h 28 min 11 s |
| 7    | Madai Perez          | Mexique     | 2 h 28 min 59 s |
| 8    | Diane Nukuri-Johnson | Burundi     | 2 h 29 min 54 s |
| 9    | Ana Dulce Felix      | Portugal    | 2 h 30 min 05 s |
| 10   | Sabrina Mockenhaupt  | Allemagne   | 2 h 30 min 09 s |

### Fauteuils roulants (hommes)
| Rang | Athlète                | Nationalité    | Temps           |
| ---- | ---------------------- | -------------- | --------------- |
|      | Hiroyuki Yamamoto (en) | Japon          | 1 h 25 min 33 s |
|      | Ernst F. Van Dyk       | Afrique du Sud | 1 h 27 min 12 s |
|      | Kota Hokinoue          | Japon          | 1 h 27 min 13 s |

### Fauteuils roulants (femmes)
| Rang | Athlète           | Nationalité | Temps           |
| ---- | ----------------- | ----------- | --------------- |
|      | Tatyana McFadden  | États-Unis  | 1 h 45 min 25 s |
|      | Sandra Graf       | Suisse      | 1 h 46 min 54 s |
|      | Amanda M. McGrory | États-Unis  | 1 h 49 min 19 s |

## Attentats
Le 15 avril 2013 à 14 h 50, la course est arrêtée par deux explosions près de la ligne d'arrivée, à environ dix secondes d'intervalle. Au moins trois personnes ont été tuées et plus de cent quatre-vingts autres ont été blessées.